# Аргентарии
Аргентарии (лат. аrgentarii, от argentum — серебро) — банкиры Древнего Рима.
Аргентарии делились по роду занятий на категории: nummularii (от numus — монета), являвшиеся специалистами по оценке и сортировке монет, и amensarii, или mensalarii (от mensa — стол) — собственно банкиры. Операции римских аргентариев состояли как в покупке и продаже, и размене монеты, так и в других финансовых операциях. 
Аргентарии принимали деньги во вклады, при этом аргентарий выдавал расписку, по которой вкладчик мог во всякое время получить обратно свои деньги. Упоминаются и срочные на продолжительное время процентные вклады. Аргентарии выдавали ссуды под заклад, а также под залог недвижимостей. Аргентарий также являлся часто поручителем при заключении сделки между третьими лицами и по римскому праву мог иногда вступить полным заместителем одного из контрагентов. Практиковался также перевод денег через. аргентариев (permutatio pecunie). Аргентарии также брали на себя поручения по производству публичных торгов, для которых ими устраивались особые помещения (atria actionaria) и с которых они взимали в свою пользу 1% с покупной цены. Открытое при раскопках в 1865 году в доме помпейского банкира Цецилия Иукунда собрание квитанций по произведенным аукционам свидетельствует о широкой деятельности аргентариев в этой области. 
У римских банкиров существовала довольно совершенная бухгалтерия; кроме памятной книги (ephemeris, или adversum) для ежедневных записей, существовала еще главная книга — codex rationum mensae, или argentarii, куда вносилось все из памятной книги, и для каждого клиента открывался особый счет — ratio, писавшийся на отдельной таблице (восковой, позднее пергаментной). Таблицы (tabulae) эти складывались и составляли книгу (codex). Каждая отдельная таблица называлась nomen, потому что в заголовке ее вписывалось имя вкладчика, и была разделена на две части; над одной половиной надписывалось accepti, на другой — expensi (наши «кредит и дебет»). Так появились безналичные расчеты: банкир мог ограничиться перепиской суммы с таблицы одного клиента на таблицу другого. Такого рода платежи путем переписывания в счетах имели весьма широкое применение.